# Gênero jornalístico
Gênero (português brasileiro) ou género (português europeu) jornalístico refere-se a vários estilos e técnicas de jornalismo, campos ou gêneros, usados em produtos jornalísticos. Jornais e outros periódicos, em sua maioria, contêm matérias escritas por jornalistas, muitos dos quais especializados em coberturas jornalística aprofundadas.
Os artigos de destaque são geralmente formas mais longas de escrita; é dada mais atenção ao estilo do que nas notícias. Eles são acompanhados com fotografias, desenhos ou outros recursos; também podem ser destacados por efeitos tipográficos ou cores.
Escrever reportagens pode ser mais exigente do que escrever notícias, porque, embora o jornalista deva fazer o mesmo esforço para reunir e relatar com precisão os fatos de uma história, ele também deve encontrar uma maneira criativa e interessante de escrevê- la. O lead (recurso de escrita jornalística no qual o primeiro parágrafo da matéria contém as principais informações a serem desenroladas) deve chamar a atenção do leitor ao mesmo tempo que incorpora com precisão as ideias do artigo.
Na última metade do século XX, a linha entre notícia e reportagem ficou embaçada. Hoje jornalistas e publicações experimentam diferentes abordagens da escrita. Tom Wolfe, Gay Talese, Hunter S. Thompson são alguns desses profissionais. Jornais semanais, urbanos e alternativos, vão ainda mais longe ao desfocar a distinção, e muitas revistas incluem mais recursos do que apenas os usados em notícias.
Alguns noticiários de televisão também experimentam formatos alternativos, mas muitos programas de TV que alegam ser noticiários não foram considerados pelos críticos tradicionais que estudam os gêneros jornalísticos, porque seus conteúdos e métodos não seguem os padrões jornalísticos estabelecidos.
Atualmente a maioria dos jornais mantém uma distinção clara entre notícias e reportagens, assim como a maioria das organizações de notícias de televisão e rádio.

## Jornalismo de emboscada
O 'jornalismo de emboscada' se refere a táticas agressivas praticadas por jornalistas para repentinamente confrontar e questionar pessoas que, de outra forma, não desejam falar com um jornalista. Esse método é realizado em locais como casas, corredores e estacionamentos. O repórter investigativo Steve Weinberg, da Missouri School of Journalism, descreve a 'entrevista de emboscada' como um termo descrevendo a prática de jornalistas que agem "captando fontes desatentas, geralmente em um local público, e depois agindo de maneira grosseira".
O pioneiro dessa prática foi Mike Wallace no noticiário da CBS (canal de televisão estadunidense) chamado 60 Minutes e foi aperfeiçoado por Geraldo Rivera. Bill O'Reilly e Jesse Watters, do programa O'Reilly Factor do Fox News Channel, costumam usar "táticas de emboscada", visando "jornalistas, denunciantes, juízes, políticos e blogueiros que não compartilham as opiniões políticas de Bill O'Reilly ou apenas o criticam abertamente"
A legitimação das entrevistas de "emboscada" é um problema para os padrões e para a ética do jornalismo. Por exemplo, John Amato criticou as táticas de "emboscada" usadas por O'Reilly como sendo "muito feias e […] um flagrante abuso do poder da mídia". Weinberg conta que essas táticas criam dilemas éticos que "[…] podem ser aliviados se os jornalistas persistirem em solicitar entrevistas à fonte de maneiras mais tradicionais e educadas. […] Somente quando todas essas tentativas falharem em produzir uma entrevista com uma fonte importante, faz sentido tentar uma entrevista de emboscada". Weinberg também escreve que quando uma entrevista de emboscada "[…] não produz mais que um comentário ou uma rejeição grosseira da fonte […]", a transmissão dessas imagens pode ser vista como sensacionalismo.  Louis A. Day diz que "alguns jornalistas se opõem a emboscar entrevistas em qualquer circunstância, talvez por um bom motivo".

## Jornalismo de celebridades ou pessoas
O jornalismo de celebridades foca em personalidades públicas e se alimenta de novelas, reality shows, membros de famílias reais e afins. Esse tipo de reportagem está associado à imprensa dos tabloides e às "indústrias auxiliares de paparazzi intrusivos e de sugestões [externas] lucrativas".

## Churnalism
"Churnalism" é um termo estadunidense para jornalismo que se baseia no conteúdo de press releases e cópias de agências de notícias/serviços de notícias, com pouca ou nenhuma verificação e relatório de fatos originais ou independentes. Este termo foi cunhado por Waseem Zakir, da BBC News, e foi popularizado por Nick Davies.

## Jornalismo gonzo
O jornalismo gonzo é um tipo de jornalismo popularizado pelo escritor americano Hunter S. Thompson, autor de Medo e Delírio em Las Vegas, Fear and Loathing on the Campaign Trail '72 e The Kentucky Derby Decadent and Depraved, entre outras histórias e livros. O jornalismo gonzo é caracterizado por seu estilo enérgico, linguagem grosseira e desprezo ostensivo pelas formas e costumes convencionais de redação jornalística. Mais importante, a objetividade tradicional do jornalista é abandonada por imersão na própria história, como no Novo Jornalismo, e a reportagem é tirada de uma perspectiva participativa em primeira mão, às vezes usando um pseudônimo como Raoul Duke, de Thompson. O jornalismo gonzo tenta apresentar uma perspectiva multidisciplinar sobre uma história em particular, partindo da cultura popular, esportes, fontes políticas, filosóficas e literárias. O jornalismo gonzo tem um estilo eclético e não tradicional. Esse gênero continua sendo um recurso de revistas populares, como a revista Rolling Stone. Tem muito em comum com o 'novo jornalismo' e o jornalismo on-line. Um exemplo moderno de jornalismo gonzo seria Robert Young Pelton em sua série "The World's Most Dangerous Places" para a ABCNews.com ou Kevin Sites na série patrocinada pelo Yahoo sobre zonas de guerra chamada "In The Hot Zone".

## Jornalismo investigativo
Jornalismo investigativo é uma fonte primária de informação. Ele geralmente foca em investigar e expor comportamento antiético, imoral e ilegal de individuais, negócios e agências do governo. Pode ser complicado, consome tempo e pode ser caro, necessitando de uma equipe de jornalistas, meses de pesquisa, entrevistas (algumas vezes repetidas entrevistas) com variadas pessoas, viagens distantes, computadores para analisar bancos de dados públicos, ou usar a equipe jurídica para conseguir documentos garantido sob leis de acesso à informação e leis de liberdade de imprensa.
Devido a seus altos custos e natureza inerentemente conflituosa, esse tipo de reportagem costuma ser o primeiro a sofrer cortes de orçamento ou interferência de fora do departamento de notícias. As reportagens investigativas mal feitas também podem expor jornalistas e organizações da mídia a reações negativas dos sujeitos das investigações e do público. Quando conduzido corretamente, pode chamar a atenção do público e do governo para os problemas e condições que o público julgar que devem ser abordados, e ainda pode ganhar prêmios e reconhecimento aos jornalistas envolvidos e ao meio de comunicação que fez a reportagem.

## Novo jornalismo
O 'novo jornalismo' foi o nome dado a um estilo de redação de notícias e jornalismo das décadas de 1960 e 1970 que usava técnicas literárias consideradas não convencionais na época. O termo foi cunhado com seu significado atual por Tom Wolfe em uma coleção de 1973 de artigos jornalísticos.
É tipificado pelo uso de certos dispositivos de ficção literária, como conversação, ponto de vista em primeira pessoa, gravação de detalhes do dia-a-dia e narração da história usando cenas. Embora pareça indisciplinado a princípio, o novo jornalismo mantém elementos de reportagem, incluindo uma estrita adesão à precisão factual e o escritor sendo a fonte principal. Uma das técnicas para relatar como se estivesse "dentro da cabeça" de um personagem, o jornalista pergunta ao sujeito o que eles estavam pensando ou como se sentiam.
Por causa de seu estilo pouco ortodoxo, o novo jornalismo é normalmente empregado na escrita de reportagens ou projetos de livro-reportagem.
Muitos jornalistas desse estilo também são escritores de ficção e prosa. Além de Wolfe, os escritores cujos trabalhos se enquadram no título de "novo jornalismo" incluem Norman Mailer, Hunter S. Thompson, Joan Didion, Truman Capote, George Plimpton e Gay Talese .

## Jornalismo de opinião
O 'jornalismo de opinião' distingue-se por um ponto de vista subjetivo, muitas vezes expressando uma posição política sobre uma questão contemporânea.

## Jornalismo científico
Jornalistas científicos devem entender e interpretar informações muito detalhadas, técnicas e, às vezes, carregadas de jargões, e transformá-las em reportagens interessantes que são compreensíveis para os consumidores da mídia.
Os jornalistas científicos também devem escolher quais descobertas na ciência merecem uma cobertura noticiosa, bem como cobrir disputas na comunidade científica com um equilíbrio de justiça para ambos os lados, mas também com uma devoção aos fatos. O jornalismo científico tem sido frequentemente criticado por exagerar o grau de dissidência dentro da comunidade científica em tópicos como o aquecimento global, e por transmitir especulação como fato.

## Jornalismo esportivo
O esporte abrange muitos aspectos da competição atlética humana e é parte integrante da maioria dos produtos de jornalismo, incluindo jornais, revistas e transmissões de notícias de rádio e televisão. Embora alguns críticos não considerem o jornalismo esportivo como sendo um jornalismo verdadeiro, a importância do esporte na cultura ocidental justificou a atenção dos jornalistas não apenas nos eventos competitivos do esporte, mas também nos atletas e nos negócios do esporte.
O jornalismo esportivo nos Estados Unidos é tradicionalmente escrito em um tom mais flexível, mais criativo e mais opinativo do que na redação jornalística tradicional; a ênfase na precisão e na justiça subjacente ainda faz parte do jornalismo esportivo. Uma ênfase na descrição precisa dos desempenhos estatísticos dos atletas também é uma parte importante do jornalismo esportivo.

## Outros gêneros
- Jornalismo de advocacia
- Jornalismo cidadão
- Jornalismo em quadrinhos
- Jornalismo comunitário
- Jornalismo de dados
- Jornalismo empresarial
- Jornalismo ambiental
- Jornalismo de moda
- Geojornalismo
- Jornalismo de inovação
- Jornalismo online
- Mídia participativa
- Jornalismo de serviço
- Notícias sociais
- Reportagem social
- Jornalismo de soluções
- Jornalismo empresarial
- Jornalismo não ortodoxo
- Jornalismo em vídeo
- Jornalismo de jogos eletrônicos